# کورفیکلمبیانا
کورفیکلمبیانا (انگلیسی: Corficolombiana) شرکت خدمات مالی و بانکداری کلمبیایی است، که در سال ۱۹۵۹ تأسیس شد.